# NGC 2503
NGC 2503 è una galassia a spirale situata nella costellazione del Cancro, a una distanza di circa 275 milioni di anni luce dalla nostra Via Lattea.

## Scoperta
La galassia è stata scoperta il 17 febbraio 1865 dall'astronomo tedesco Albert Marth.

## Descrizione
NGC 2503 ha una classe di luminosità II-III e presenta una larga riga a 21 cm dell'idrogeno neutro.
È inoltre classificata come galassia di campo, cioè una galassia che non appartiene ad alcun ammasso o gruppo di galassie ed è quindi gravitazionalmente isolata.